# 2021-es női FIDE Grand Swiss
A 2021-es női FIDE Grand Swiss a 2023-as női sakkvilágbajnokság egyik kvalifikációs versenye, amelynek első helyezettje jogosultságot szerez a női világbajnokjelöltek versenyén való részvételre.
A versenyt 2021. október 27–november 7. között Rigában, Lettország fővárosában rendezték meg. A nők számára ez volt az első FIDE Chess Grand Swiss verseny, amellyel párhuzamosan rendezték az abszolút kategóriában a 2021-es FIDE Grand Swiss tornát.

## A résztvevők
A 11 fordulós svájci rendszerű versenyre 50 résztvevő kapott meghívást.
Az indulók meghívása az alábbi kritériumok alapján történt:
- Meghívásra került a 2020. július–2021. június közötti átlag Élő-pontszáma alapján a világranglista első 40 helyezettje.
- 4 szabadkártyás, akiket a 4 kontinens elnöke hív meg.
- Három szabadkártyát a FIDE elnök oszt ki.
- A rendező által meghívott 3 versenyző, akik közül egy online versenyen szerzett kvalifikációt .

A versenyen a magyar sakkozók közül egyedül Hoang Thanh Trang indul.
A távolmaradók
A kvalifikációt szerzett versenyzők közül az első négy (Hou Ji-fan, Alekszandra Gorjacskina, Kónéru Hanpi és Csü Ven-csün) nem nevezett a versenyre. Csü Ven-csün, mint világbajnok nem indul, Hou Ji-fan tanulmányaira koncentrál, Gorjacskina és Hanpi pedig más módon már biztosították részvételüket a világbajnokjelöltek versenyén. Gorjacskina az abszolút versenyre nevezett be.

## A versenyszabályok
A versenyszabályokat kifejezetten erre a versenyre vonatkozóan külön dokumentumban fektették le, amely szerint:
Az egyes játszmákban a versenyzők 100–100 percet kapnak az első 40 lépés megtételére, majd további 50–50 percet a következő 20 lépésre. Ha ez idő alatt a játszma nem fejeződik be, akkor a játszma befejezéséhez további 15–15 percet kapnak. Az első lépéstől kezdve 30 másodperc többletidőhöz jutnak. Az időt a megfelelően beprogramozott elektronikus sakkórával mérik.
A mérkőző felek nem egyezhetnek meg döntetlenben a 30. lépéspárt megelőzően, csak a versenybíró engedélyével, abban az esetben, ha a táblán háromszori lépésismétlés következett be.
Ha egy játékos késik, akkor 15 percen belüli késés esetén 200 dollár büntetést kell fizetnie, kivéve, ha a késését megfelelő indokkal tudja igazolni. A 15 percnél többet késő versenyzőt az adott fordulóban – pénzbüntetés nélkül – vesztesnek nyilvánítják, kivéve ha a késés vis major miatt következik be.

## A holtverseny eldöntése
Két vagy több versenyző holtversenye esetén a helyezéseket az alábbiak szerint döntik el:
1. A Buchholz-számítás eredménye, a leggyengébb ellenfél pontszámának figyelembe vétele nélkül (Cut 1)
2. A Buchholz-számítás eredménye az összes ellenfél pontszámának figyelembe vételével
3. A Sonneborn–Berger-számítás eredménye
4. A holtversenyben levők egymás elleni eredménye
5. Sorsolás

## A díjazás
A FIDE által előírt minimális díjazás 125 000 dollár, amely az alábbi módon kerül szétosztásra:
| Helyezés         | Díjazás (US$) |
| ---------------- | ------------- |
| 1. helyezett     | 20 000        |
| 2. helyezett     | 16 500        |
| 3. helyezett     | 14 000        |
| 4. helyezett     | 12 000        |
| 5. helyezett     | 10 000        |
| 6. helyezett     | 8000          |
| 7. helyezett     | 7000          |
| 8. helyezett     | 6000          |
| 9. helyezett     | 5000          |
| 10. helyezett    | 4000          |
| 11–15. helyezett | 2500          |
| 16–20. helyezett | 2000          |

A díjon felül az 1. helyezett jogosultságot szerez a 2023-as női világbajnokjelöltek versenyén való részvételre. Ha az első helyezett más módon már kvalifikálta magát, vagy bármely okból lemondja a részvételt, akkor a következő – kvalaifikációt még nem szerzett – helyezett szerzi meg a jogot. Az összesítésben előálló holtverseny esetén az érintett versenyzők között a díjakat megosztják, a helyezések azonban a holtversenyszámítás szabályai szerint meghatározásra kerülnek.

## A versenynapok
- Megnyitó ünnepség: október 26.
- 1. forduló: október 27.
- 2. forduló: október 28.
- 3. forduló: október 29.
- 4. forduló: október 30.
- 5. forduló: október 31.
- 6. forduló: november 1.
- Pihenőnap: november 2.
- 7. forduló: november 3.
- 8. forduló: november 4.
- 9. forduló: november 5.
- 10. forduló: november 6.
- 11. forduló, díjkiosztó, záróünnepség: november 7.

A fordulók helyi idő szerint 15:00 órakor kezdődnek.

## A résztvevő versenyzők
A versenyen az alábbi 50 versenyző indult el:
| Rajtszám | Név                      | Élő-pont (2021. október) |
| -------- | ------------------------ | ------------------------ |
| 1        | Jekatyerina Lagno        | 2550                     |
| 2        | Marija Muzicsuk          | 2536                     |
| 3        | Alekszandra Kosztyenyuk  | 2526                     |
| 4        | Nana Dzagnidze           | 2525                     |
| 5        | Drónavalli Hárika        | 2511                     |
| 6        | Polina Suvalova          | 2510                     |
| 7        | Lej Ting-csie            | 2505                     |
| 8        | Abdumalik Zhansaya       | 2502                     |
| 9        | Alina Kaslinszkaja       | 2493                     |
| 10       | Dinara Saduakassova      | 2489                     |
| 11       | Nino Baciasvili          | 2486                     |
| 12       | Antoaneta Sztefanova     | 2475                     |
| 13       | Natalja Pogonyina        | 2467                     |
| 14       | Lela Javakisvili         | 2465                     |
| 15       | Elisabeth Pähtz          | 2465                     |
| 16       | Gunay Mammadzada         | 2459                     |
| 17       | Pia Cramling             | 2455                     |
| 18       | Csu Csiner               | 2455                     |
| 19       | Elina Danielian          | 2450                     |
| 20       | Valentyina Gunyina       | 2446                     |
| 21       | Meri Arabidze            | 2441                     |
| 22       | Batkhuyagiin Möngöntuul  | 2433                     |
| 23       | Ekaterina Atalik         | 2429                     |
| 24       | Julija Oszmak            | 2428                     |
| 25       | Anasztaszija Bodnaruk    | 2425                     |
| 26       | Volha Badelka            | 2422                     |
| 27       | Alisza Galljamova        | 2421                     |
| 28       | Natalija Buksza          | 2417                     |
| 29       | Vaishali Rameshbabu      | 2414                     |
| 30       | Olga Girja               | 2410                     |
| 31       | Leja Garifullina         | 2409                     |
| 32       | Irina Bulmaga            | 2407                     |
| 33       | Jolanta Zawadzka         | 2407                     |
| 34       | Alekszandra Malcevszkaja | 2407                     |
| 35       | Sophie Milliet           | 2407                     |
| 36       | Irene Kharisma Sukandar  | 2406                     |
| 37       | Karina Cyfka             | 2405                     |
| 38       | Anna M. Sargsyan         | 2402                     |
| 39       | Bibisara Assaubayeva     | 2400                     |
| 40       | Monika Soćko             | 2385                     |
| 41       | Jovanka Houska           | 2381                     |
| 42       | Hoang Thanh Trang        | 2380                     |
| 43       | Ketevan Arakhamia-Grant  | 2380                     |
| 44       | Salome Melia             | 2371                     |
| 45       | Carolina Lujan           | 2340                     |
| 46       | Maria Eizaguerri Floris  | 2328                     |
| 47       | Divja Desmukh            | 2305                     |
| 48       | Laura Rogule             | 2286                     |
| 49       | Shrook Wafa              | 2173                     |
| 50       | Jesse Nikki February     | 1857                     |

## A végeredmény
A táblázat az első nyolc helyezett versenyző nevét tartalmazza. A teljes lista a chess-results.com oldalon található. Az első helyezett kvalifikációt szerzett a 2023-as női sakkvilágbajnokság világbajnokjelöltek versenyén való indulásra.
| H.  | Versenyző               | Ország      | Elo-p. | Pont | S–B-sz. |
| --- | ----------------------- | ----------- | ------ | ---- | ------- |
| 1   | Lej Ting-csie           | Kína        | 2505   | 9    | 64½     |
| 2   | Elisabeth Pähtz         | Németország | 2475   | 7½   | 69½     |
| 3   | Csu Csiner              | Kína        | 2455   | 7½   | 67½     |
| 4   | Marija Muzicsuk         | Ukrajna     | 2536   | 7    | 69      |
| 5   | Drónavalli Hárika       | India       | 2511   | 7    | 64½     |
| 6   | Lela Javakisvili        | Grúzia      | 2446   | 7    | 64½     |
| 7   | Volha Badelka           | Oroszország | 2438   | 7    | 61      |
| 8   | Alekszandra Kosztyenyuk | Oroszország | 2518   | 6½   | 68½     |
| ... |                         |             |        |      |         |